# Pick and roll

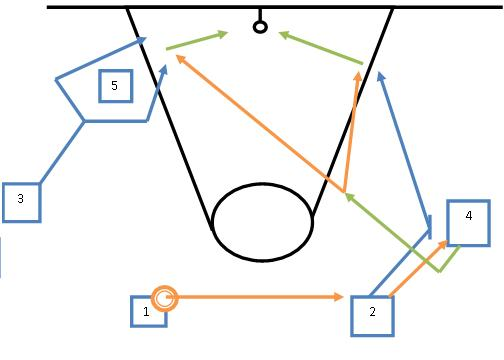
Diagrama de ejecución de un típico ataque con pick and roll. Los cuadrados representan a los jugadores del equipo que ataca, numerados del 1 al 5; las flechas azules sus movimientos sin balón; las flechas naranjas los movimientos con balón; y las flechas verdes desmarques en ventaja.

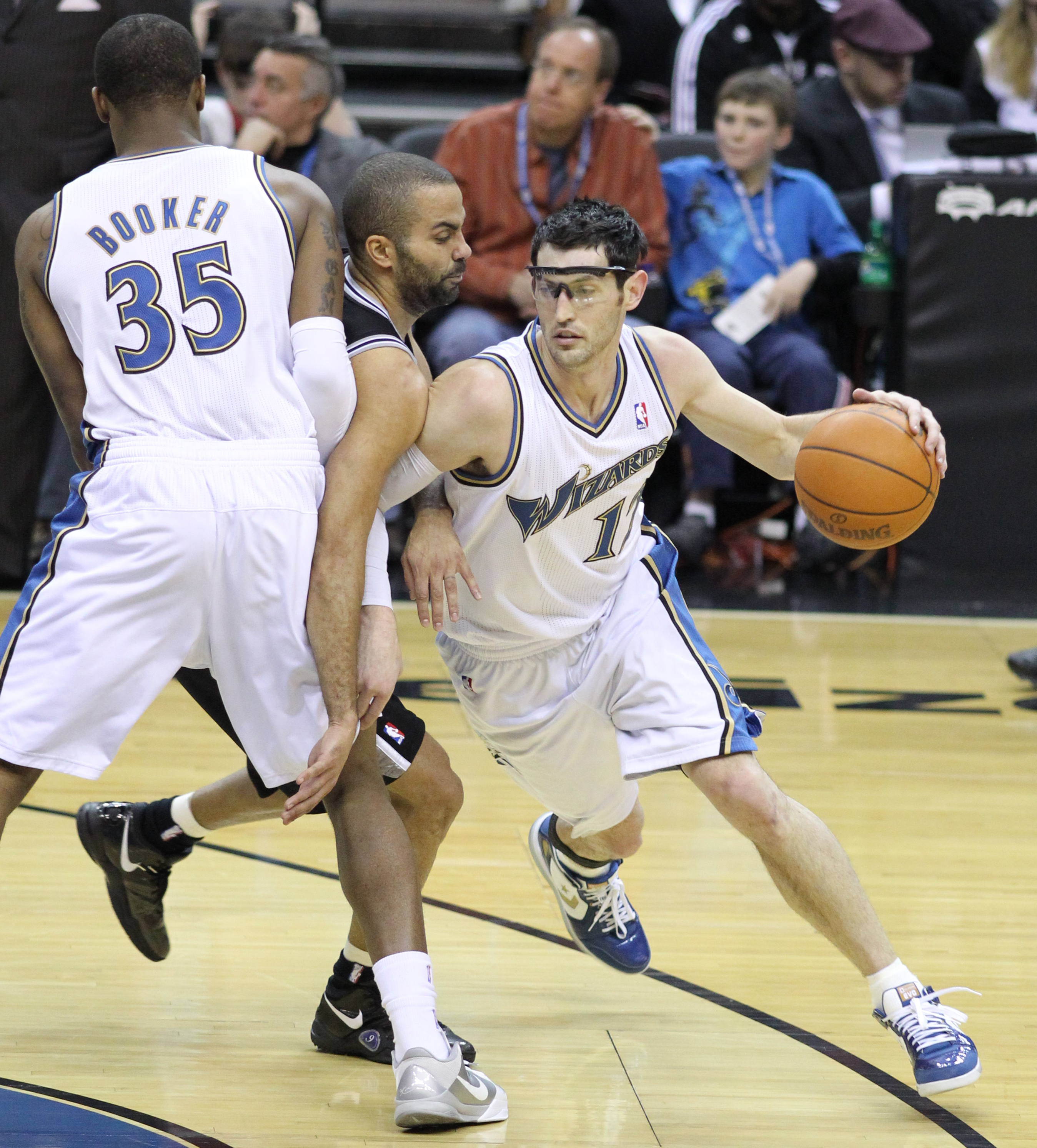
Trevor Booker realiza un bloqueo o pantalla a Tony Parker para Kirk Hinrich.

El pick and roll (traducido al español como bloqueo y continuación) es una jugada ofensiva de baloncesto en la que un jugador realiza un bloqueo (pick) a un contrario para que un compañero de equipo se deslice por detrás del defensor (roll) para recibir un pase. En la NBA, la jugada se puso de moda en la década de 1990 y se ha convertido en una de las más habituales de la liga. Está considerada la forma de colaboración ofensiva más utilizada en el baloncesto moderno.

## Ejecución
La jugada se inicia con un defensor marcando al jugador que lleva la pelota. Éste se dirige hacia un compañero de equipo, que establece una "pantalla" para efectuar un bloqueo en el camino del defensor, que se ve obligado a elegir entre seguir marcando al conductor o al que va a efectuar la pantalla. Si el defensor decide continuar con quien lleva el balón, éste puede pasarlo hacia su compañero, generalmente un pívot, que se encontrará en una posición ventajosa para anotar. Si el defensor decide aguantar al ejecutor del bloqueo, dejará el camino libre para que el conductor realice un tiro sin oposición. Como opción, el conductor del balón podrá pasar el balón a un compañero libre. Un pick and roll bien ejecutado es el resultado del trabajo en equipo.
El pick and roll es ejecutado a menudo por un base o un escolta con un buen manejo de balón y un pívot de envergadura para realizar la pantalla, cuya corpulencia y altura pueden resultar determinantes para bloquear al defensor rival. Un director de juego de menor estatura tiene ventaja de velocidad sobre un defensor alto, mientras que un atacante alto tiene ventaja de tamaño sobre un defensor más bajo.

## Consideraciones
Según el técnico Sergio Scariolo "las claves para una provechosa utilización de este movimiento residen precisamente en el equilibrio entre atacar la canasta con agresividad, y mantener el suficiente control del cuerpo y visión del resto de los jugadores para tomar la decisión más adecuada".
El éxito de la estrategia depende en gran medida del conductor del balón, que debe reconocer rápidamente la situación y tomar una decisión sobre si se debe lanzar a canasta, pasar al compañero que efectúa el bloqueo (si el defensor permanece con él) o pasar a otro compañero libre de marcaje). El bloqueador también debe reconocer los espacios abiertos de la pista para poder continuar la jugada en caso de recibir el pase y anotar.

## Utilización
En la NBA Karl Malone y John Stockton de los Utah Jazz utilizaron esta jugada con gran éxito en la década de 1990, lo que llevó a su equipo a las Finales de la NBA de 1997 y 1998. Stockton, un base, era un buen tirador y excepcional en la toma de decisiones, y Malone, un ala-pívot, fue un gran definidor. LeBron James y Žydrūnas Ilgauskas también utilizaron mucho este tipo de jugada cuando coincidieron durante algunas temporadas en los Cleveland Cavaliers. Otro ejemplo en los Utah Jazz lo constituyeron Deron Williams y Carlos Boozer, y de manera similar Steve Nash y Amar'e Stoudemire mientras fueron compañeros en los Phoenix Suns.
De acuerdo con Synergy Sports Technology, la utilización del pick and roll en la NBA pasó del 15,6% de acciones ofensivas totales en la temporada 2004-2005 a un 18,6% en la temporada 2008-2009.